# Brinckochrysa pulchella
Brinckochrysa pulchella is een insect uit de familie van de gaasvliegen (Chrysopidae), die tot de orde netvleugeligen (Neuroptera) behoort. 
Brinckochrysa pulchella is voor het eerst wetenschappelijk beschreven door Hölzel in 1987.